# 天鵝湖公主芭比
《天鵝湖公主芭比》（英語：Barbie of Swan Lake）是Artisan Entertainment和Family Home Entertainment於2003年9月30日以DVD、VCD和VHS的形式發售的錄影帶首映動畫作品。該作為芭比動畫系列的第3部電影。改編自彼得·柴可夫斯基的著名芭蕾舞剧《天鹅湖》（Swan Lake），由芭比飾演天鵝湖公主—奧潔塔。電影中的芭蕾舞蹈動作由紐約市芭蕾舞團首席芭蕾大師彼得·馬汀斯負責編舞，舞曲及部分音樂採用柴可夫斯基所作的經典樂章，由倫敦交響樂團擔任演奏。
台灣於2003年12月4日由得利影視股份有限公司代理發行DVD和VCD，2009年7月9日再版發行。另外，曼迪傳播和時代娛樂股份有限公司也分別代理發行了該作的DVD和VCD。2014年11月14日由傳訊時代多媒體股份有限公司再版發行DVD。
香港於2003年11月18日發行VCD，2008年4月8日發行DVD，由洲立影視有限公司代理發行。
中国大陆率先發行VCD，和《芭比與胡桃鉗的夢幻之旅》以及《長髮公主芭比》一同由九洲音像出版公司出版，廣東飛樂影視製品有限公司發行。之後由中国录音录像出版总社出版，中录华纳家庭娱乐有限公司发行VCD和DVD。

## 劇情概要
芭比的妹妹小凱莉因為是第一次在營地里過夜，所以這使她感到不安，不想参加第二天的跑步比賽。芭比為了帮助她，在夜空中找到了天鵝座，於是給她講起了天鵝湖的故事。
奧潔塔（芭比飾演）是一個普通善良的鄉村姑娘，她和父親以及姐姐瑪莉生活在一起，他們經營着一家麵包店。奧潔塔總是喜欢在父親的麵包店里跳舞，所以她的父親經常鼓勵她去參加鄉村舞會，但是奧潔塔卻表示她在大家面前跳舞會感到緊張。而她的姐姐瑪莉表現得像一個快馬騎手，總是要求奧潔塔和她一起去，但被奧潔塔拒絕了。同時，丹尼爾王子所住的城堡就坐落在奧潔塔的村莊旁邊，他是一個精力充沛的英俊青年，喜欢探索冒險而不是結婚生子，這讓他的母后感到很沮喪，她希望他能夠安定下来，還專門為他安排了選妃舞會。奧潔塔在麵包店工作時，突然看到一隻名叫莉拉的獨角獸跑進村莊里來，它設法逃脫獵人的追捕，於是莉拉就跑進了森林里，好奇的奧潔塔緊緊跟在它的身後，被莉拉帶到了一個魔法森林里。莉拉在獵人追捕的過程中被繩子給套住了，奧潔塔為了幫它割斷繩子，在毫不知情地情況下從樹上取下了一顆神奇水晶，沒想到魔法森林的仙后正在一旁注視着她。奧潔塔用神奇水晶解救了莉拉，於是仙后前來告诉奧潔塔說從來沒有人能從樹上取下這顆神奇水晶，還說奧潔塔就是被神奇水晶選中來解救魔法森林的人，让她把神奇水晶从樹上拿走。仙后又接着解釋說，奧潔塔將會打敗企圖霸占魔法森林的惡魔—仙后的堂哥羅伯特。但是奧潔塔並不相信仙后說的話，還說她從小到大從來就沒有打敗過任何人。於是仙后講述了她和堂哥羅伯特小時候一起生活在这片魔法森林的故事。當他們的父親作为魔法森林的統治者而決定退位讓賢之時，仙后被選為他的繼任者，於是憤怒的羅伯特離開了魔法森林。但是多年以後，羅伯特成為了黑巫術大師，并帶着他的女兒奧丁又回到了這裡，開始企圖接管整個魔法森林。於是仙后就派出一些仙子和精靈試圖阻止羅伯特，但羅伯特依仗魔戒的法力將他們都變成了動物，還強迫他們為他建造宮殿，而一部分精靈則從羅伯特那裡逃了出來。最後，仙后告訴奧潔塔，羅伯特的奴隸越多，他的法力就越強，而仙后的法力也會被逐漸消弱，到時候羅伯特就會佔有更多的領地。
因為奧潔塔失蹤了，所以她的父親和姐姐瑪莉開始到處找她。而在魔法森林的奧潔塔不願意被捲入這件事中，所以她拒絕了仙后，並把神奇水晶交還給了她。仙后尊重奧潔塔的決定，讓莉拉護送她回去，莉拉打算嘗試着來說服她，沒想到這一幕被羅伯特的眼線給看到了。奧潔塔和莉拉在返回途中，遇到了前來找茬的羅伯特和他的女兒奧丁，羅伯特得到了消息說奧潔塔已經釋放了神奇水晶，是注定要打敗他的人，於是羅伯特把奧潔塔變成了一隻天鵝。仙后為了保護奧潔塔，給她戴上了鑲嵌着神奇水晶的王冠。當羅伯特使用黑巫術要消滅奧潔塔時，神奇水晶的法力擋住了他的攻擊，成功保護了奧潔塔。仙后在奧潔塔的祈求下，幫她修改了羅伯特的咒語，讓她和其他精靈一樣在晚上太陽落山時能夠恢復人形，但在早上太陽升起時，奧潔塔又變回天鵝。意識到這一點，奧潔塔決定留下来帮助仙后打破羅伯特的魔咒。當奧潔塔詢問仙后有什麼辦法能破解羅伯特的魔咒時，仙后告訴她森林寶典能給她這個答案，然而森林寶典只有神奇水晶的主人才能打開它，於是仙后給了她一個葉片，這是魔法圖書館的鑰匙，讓莉拉跟着她一起去找管理圖書的巨人，只有他才知道森林寶典放在哪裡。後來奧潔塔和莉拉在魔法圖書館里找到了巨人，巨人同意幫助奧潔塔找到森林寶典。他們在圖書館里翻找了一整晚，卻还是一無所獲，但是奧潔塔並沒有放弃。
羅伯特意識到變成了天鵝的奧潔塔可以被人類殺死後，羅伯特就引誘丹尼爾王子進入魔法森林，企圖讓他獵殺奧潔塔。然而，丹尼爾王子卻被這隻美麗的天鵝所吸引，決定让它活着。當他看到天鵝變成了一個人類女孩時，他上前詢問她，於是奧潔塔就把羅伯特給她下了咒語的事告訴了丹尼爾王子。此時羅伯特突然出現在他們面前，并說出了他打算讓丹尼爾王子殺死奧潔塔的計劃，還威脅奧潔塔讓她把神奇水晶王冠交給他，他就會放過丹尼爾王子。由於奧潔塔拒絕了他，所以羅伯特就開始對他們發起攻擊，但被神奇水晶的法力給阻止了。當羅伯特正要再次對他們動手時，他突然聽到女兒奧丁正在被臭鼬圍着放屁的尖叫聲，於是羅伯特無奈離開了。奧潔塔提出帶丹尼爾王子去森林里參觀天鵝湖，精靈們為他們送來了水果和鮮花，奧潔塔還換上了一件粉紅色的新禮服。他們在天鵝湖邊優雅地跳起舞來，之後丹尼爾王子邀請奧潔塔和精靈們一起去他的城堡，並說在那裡他們會很安全，但奧潔塔告訴他，他們不能去，不僅僅只是因為被下了咒語還因為他們必須要留下來保護魔法森林。不久，太陽升起來了，奧潔塔又變回了天鵝。於是丹尼爾王子又邀请奧潔塔到皇宮去參加他的舞會，但被奧潔塔給拒绝了，直到他最終說服了她，奧潔塔同意了，但她請丹尼爾王子回去告诉她的家人，她很好，很快就會回家。當丹尼爾王子來到麵包店時，另一個麵包師傅告訴他，麵包師和他的大女兒已經離開家去找奧潔塔了。丹尼爾王子告訴他，當奧潔塔的父親回來時，讓他去皇宮裡找他。不久，管理圖書館的巨人找到了森林寶典，於是他向奧潔塔、仙后和精靈們揭示了真愛能破解魔咒。他們意識到丹尼爾王子可以幫助奧潔塔拯救他們，讓奧潔塔必須去參加舞會。為了幫助奧潔塔，仙后賜給了她一件漂亮的裙子，於是仙后和精靈們開始教奧潔塔跳舞。雖然他們的舞蹈各不相同，但他們都為幫助奧潔塔而出了一份力。當他們跳舞正起勁時，巨人被羅伯特給抓走了，隨後仙后失去了她的漂浮能力。最後奧潔塔和精靈們設法去把巨人救出來，雖然他已經被羅伯特給變成了一隻蠕蟲。羅伯特從巨人的森林寶典中得知了丹尼爾王子如果向奧潔塔以外的人求婚，那神奇水晶就會失去它的力量。所以，羅伯特就把他的女兒奧丁變成了丹尼爾王子眼中的奧潔塔。巨人被奧潔塔救出後，把羅伯特的計劃都告訴了他們，雖然他們不知道羅伯特会怎么做，但他們知道他們必須要阻止這一切，否則就太遲了。奧潔塔穿过森林，穿过村莊，飛到了宫殿，她打算找到丹尼爾王子說明真相。在舞會上，丹尼爾王子被羅伯特的障眼法迷惑，開始和偽裝成奧潔塔的奧丁跳舞，以為她就是奧潔塔。奧潔塔被羅伯特發現了，他使用魔戒的法力關閉了窗戶，把奧潔塔困在外面。當王子向偽裝成奧潔塔的奧丁求婚時，奧潔塔暈了過去倒在地上，神奇水晶也失去了它的力量。羅伯特得手後露出了真面目，於是他和奧丁一起從舞會上逃走了。丹尼爾王子跟着他們追了出去，此時正是太陽落山時，奧潔塔又變回了人形，當她昏迷不醒時，羅伯特拿走了她的水晶王冠，在他摘下神奇水晶後，就把王冠给了他的女兒。丹尼爾王子為了保護奧潔塔，準備偷襲羅伯特，但被奧丁給發現了，於是羅伯特就把丹尼爾王子的劍變成了一根羽毛。不久，仙后乘坐着由莉拉牽引的馬車趕了過來，發現奧潔塔已經失去了意識。仙后用她的魔法把奧潔塔帶到了她的身邊，發現奧潔塔依然還活着。丹尼爾王子欺騙羅伯特，讓他不小心把他的女兒變成了一頭豬。隨後羅伯特發現仙后帶着奧潔塔乘馬車打算返回魔法森林，他仍然决心要除掉他們，於是羅伯特緊緊尾隨着他們，并用魔法讓一棵樹倒下，阻止他們前進。
仙后試圖與羅伯特決一死戰，但由于她的法力被消弱，所以羅伯特把她變成了一隻老鼠。精靈們也試圖反抗他，但他們不够強大，只能從他身邊逃走。當丹尼爾王子趕到魔法森林時，奧潔塔甦醒了過來。即使丹尼爾王子帶着弓箭和劍也不是羅伯特的对手。奧潔塔試圖阻止戰鬥，結果羅伯特對着他們發動攻擊，將他們同時擊倒在地。这对情侣摔倒後雙手交纏在了一起。在那一刻，神奇水晶頓時恢復了力量并開始向外爆發，阻止了羅伯特，因為他們倆人真心相愛，合二為一了。當他們醒來時，羅伯特的魔咒已經被完全解除了。最後，奧潔塔和丹尼爾王子承認了他們之間彼此相愛，村莊里的村民和魔法森林的所有精靈都慶祝了这一事件。奧潔塔和丹尼爾王子要準備結婚了，奧潔塔的父親還要親自為他們製作婚禮蛋糕。羅伯特得到了他应得的報應，因為他現在是魔法圖書館時鐘裡的一隻布穀鳥，而他的女兒奧丁則成為了打掃圖書館的女僕。最後，這個故事給了小凱莉一个新的決定，她承諾第二天會參加比賽。天鵝湖的故事告訴了我們，我們每個人都比自己想象地要勇敢。

## 配音演員
| 角色                            | 英語原聲           | 國語配音 | 國語配音 | 國語配音 |
| 角色                            | 英語原聲           | 中国大陆 | 台湾     | 广东话   |
| ------------------------------- | ------------------ | -------- | -------- | -------- |
| 芭比（Barbie）/奧潔塔（Odette） | 凱莉·謝里丹        | 司徒影   | 李直平   | 潘芳芳   |
| 小凱莉（Kelly）                 | 尚塔尔·斯特兰德    | 谢佳     | 薛晴     | 湛雅媛   |
| 丹尼爾王子（Prince Daniel）     | 馬克·希德雷斯      | 黎泓和   | 于正昌   | 盧家煒   |
| 皇后（Queen Mother）            | 吉娜·史托黛兒      | 周莹     | 王華怡   | 謝月美   |
| 仙后（Fairy Queen）             | 凱斯琳·巴爾        | 周莹     | 王華怡   | 劉雅麗   |
| 羅伯特（Rothbart）              | 凱爾塞·格拉瑪      | 张济平   | 徐健春   | 龔國強   |
| 奧丁（Odile）                   | 瑪姬·維勒          | 李俊英   | 陳季霞   | 莫蒨茹   |
| 莉拉（Lila）                    | 維納斯·特佐        | 赵冰冰   | 林芳雪   | 郭碧珍   |
| 奧潔塔之父（Baker）             | 蓋瑞·查爾克        | 张济平   | 康殿宏   | 龍天生   |
| 雷吉（Reggie）                  | 布瑞恩·德拉蒙德    | 赵威     | 胡大衛   | 李建良   |
| 卡麗妲（Carlita）               | 妮可·奧利佛        | 李俊英   | 林芳雪   | 郭珍珍   |
| 伊文（Ivan）                    | 伊恩·詹姆斯·柯莱特 | 赵威     | 于正昌   | 李鎮洲   |
| 巨人（Erasmus）                 | 麥克·多布森        | 张立昆   | 佟紹宗   | 葉振邦   |
| 瑪莉（Marie）                   | 凱斯琳·巴爾        | 周莹     | 王華怡   | 馮夏賢   |
| 商人（Peddler）                 | 斯科特·麦克尼尔    | 李阳阳   | -        | 甄錦華   |
| 村民（Burly Villager）          | 麥克·多布森        | 李阳阳   | -        | 古明華   |

## 配音譯製人員
中国大陆國語版工作人員
- 导配：蔡济生
- 翻译：黄国新
- 混音师：梁俊勇
- 统筹：关惠霞
- 录制：创声配音制作有限公司

廣東話版工作人員
- 導配：謝月美
- 翻譯：黃國新
- 混音師：梁俊勇
- 統籌：關惠霞
- 錄製：創聲配音製作有限公司

台灣國語版工作人員
- 聲音導演：孫若瑜
- 翻譯：趙筱文
- 錄音師：黃年永、楊子介
- 技術總監：陳國偉
- 錄製：偉憶數位科技公司

## 備註
1. ↑  依照芭比系列電影故事發生的時間次序。
2. ↑  依照芭比系列電影上映次序。

## 資料來源
1. ↑  . IMDb.COM. 2022-01-31  [2022-01-31]. （原始内容存档于2022-01-31） （英语）.
2. ↑  . 2022-01-31  [2022-01-31]. （原始内容存档于2022-01-31） （中文（臺灣））.
3. ↑  . 2022-01-31  [2022-01-31]. （原始内容存档于2022-01-31） （中文（臺灣））.
4. ↑  . 2022-01-31  [2022-01-31]. （原始内容存档于2022-01-31） （中文（臺灣））.
5. ↑  . 2022-01-31  [2022-01-31]. （原始内容存档于2022-01-31） （中文（臺灣））.
6. ↑  . 2022-01-31  [2022-01-31]. （原始内容存档于2022-01-31） （中文（臺灣））.
7. ↑  . 2022-01-31  [2022-01-31]. （原始内容存档于2022-01-31） （中文（臺灣））.
8. ↑  . 2022-01-31  [2022-01-31]. （原始内容存档于2022-01-31） （中文（香港））.
9. ↑  . 2022-01-31  [2022-01-31]. （原始内容存档于2022-01-31） （中文（香港））.

## 外部鏈接
- 《天鵝湖公主芭比》 （页面存档备份，存于） - 環球影業家庭娛樂（英文）
- 互联网电影数据库（IMDb）上《天鵝湖公主芭比》的资料（英文）
- 豆瓣电影上《天鵝湖公主芭比》的資料 （简体中文）
- AllMovie上《天鵝湖公主芭比》的资料（英文）
- 爛番茄上《天鵝湖公主芭比》的資料（英文）